# Навалихин, Дмитрий Константинович
Дмитрий Константинович Навалихин (1911—1991) — советский и российский архитектор и художник; главный архитектор Калининграда с 1947 по 1953 год.

## Биография
Родился в 1911 году в Новосибирске. С 1936 по 1939 год учился на архитектурном факультете Всероссийской академии художеств.
До начала Великой Отечественной войны работал в Ленинграде.
С 1947 по 1953 главный архитектор Калининграда. С 1955 по 1957 год начальник областного отдела по делам архитектуры. Получил степень кандидата архитектуры.
С 1957 по 1961 года преподавал в Челябинске. Позже переехал в Москву, где работал в Гипрогоре. Жил по адресу: Окская улица, 34. В 1989 году вернулся в Калининград.
Умер в 1991 году. Похоронен на Николо-Архангельском кладбище.

## Работы
Постройки в соавторстве с архитекторами А. А. Оль и Е. И. Холмогоровым:
- жилой дом в Ленинграде на Суворовском проспекте, 5 (1935—1938)
- санаторий ВЦСПС «Пикет» в Кисловодске (1937—1938)[2].

В Калининграде архитектор:
- с 1947 года руководил реконструкцией и строительством Сталинградского проспекта (ныне проспект Мира). Сам Навалихин остался недоволен реконструкцией, отмечая низкое качество работ и отступления от схемы[4].
- В 1947—1949 годах разработал первый генеральный план города, а также проект реконструкции центра[2].

## Взгляды на реконструкцию Калининграда
Белинцева Ирина Викторовна, кандидат искусстоведения, специалист по архитектуре Восточной Пруссии, отмечает неоднозначное отношение главного архитектора Калининграда к немецкому наследию города и в качестве примера приводит следующие две выдержки из диссертации Навалихина: «бывший немецкий капиталистический город не может и не должен восстанавливаться в ранее существовавшем виде» и «нужно считать целесообразным дальнейшее сохранение отдельных немецких памятников и связанных с историей сооружений в качестве исторических памятников». Белинцева также отмечает, что Навалихин немало сделал для сохранения архитектурных памятников города. Архитектор предлагал вести новое строительство на месте разобранных кварталов с учетом ранее существовавшей планировки, высотных отметок, направлений красных линий улиц.

## Труды
- Навалихин Дмитрий Константинович, «К вопросу реконструкции центра города Калининграда», Вариант 1 (М., 1954).
- Навалихин Дмитрий Константинович, «К вопросу реконструкции центра города Калининграда», Вариант 2 (М., 1956).
- В Российском государственном архиве экономики хранятся многочисленные биографические документы, а также документы, связанные с общественной и творческой деятельности Дмитрия Константиновича[6].